# Oleh Zarjow

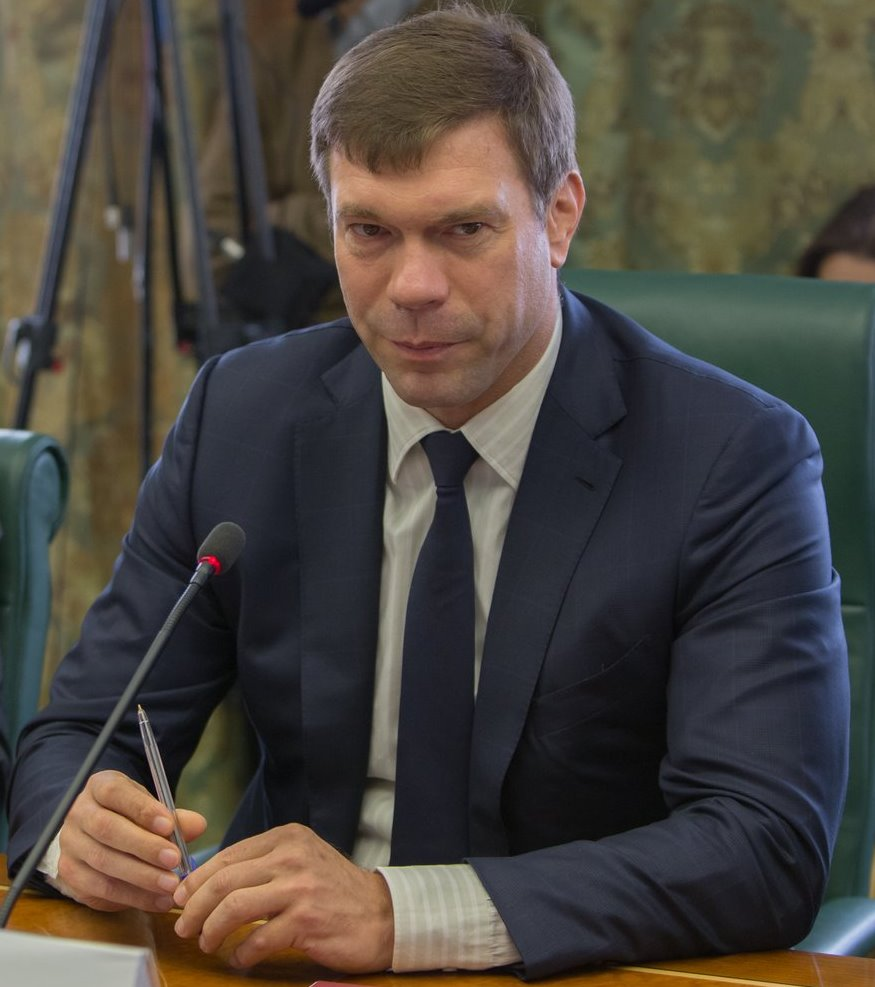
Oleh Zarjow, 2014

Oleh Anatolijowytsch Zarjow (ukrainisch Олег Анатолійович Царьов; * 2. Juni 1970 in Dnipropetrowsk, Ukrainische SSR) ist ein ehemaliger ukrainischer Politiker. Er gilt als Separatistenführer der prorussischen Separatisten aus dem umkämpften Osten der Ukraine.

## Leben
Zarjow wuchs bei Dnipropetrowsk auf. Sein Vater arbeitete als Ingenieur bei der Konstruktion von Raketen mit, seine Mutter war Dozentin für Chemie.  Als er 14 Jahre alt war, zog er mit seinen Eltern nach Ternopil um, wo er 1987 die Schule abschloss.
Anschließend erwarb er am Moskauer Ingenieur-Physikalischen Institut (MIFI) ein Diplom als Ingenieur für elektronische Automatisierung. Nach seiner Rückkehr nach Dnipropetrowsk arbeitete er in der Geschäftsführung zunächst einer Computerfirma, dann einer Papierfabrik.
Er war von 2002 bis 2014 Abgeordneter in der Werchowna Rada, dem ukrainischen Parlament, zuletzt als stellvertretender Fraktionsvorsitzender der Partei der Regionen.
Zarjow ist für eine prorussische Position bekannt. Am 5. Februar 2014 erklärte er, im Westen des Landes hätte eine US-Landeaktion stattgefunden und verlangte, russische Panzer sollten ins Land kommen zu deren Abwehr. Nach Beginn des Russisch-Ukrainischen Kriegs 2014 forderte er eine Änderung der ukrainischen Verfassung in Richtung eines föderalen Systems und mit großer Autonomie für die Regionen der Ukraine. Er forderte Präsident Wiktor Janukowytsch auf, die Demonstrationen auf dem Maidan in Kiew mit Gewalt auseinander zu jagen.
Im April 2014 wurde er aus der Partei der Regionen ausgeschlossen, er erklärte als unabhängiger Kandidat bei den Präsidentschaftswahlen im Mai 2014 antreten zu wollen.
Am 14. April 2014 wurde Zarjow in Kiew nach einer TV-Sendung von einer Gruppe von unbekannten Personen angegriffen und mit Schlägen traktiert. Er musste anschließend in einer Klinik behandelt werden. Seine Präsidentschaftskandidatur zog er Ende April 2014 zurück. Am 12. Mai 2014 wurde Zarjow auf die Sanktionsliste der Europäischen Union gesetzt. Am 3. Juni 2014 verlor er seine parlamentarische Immunität und wurde zur Verhaftung ausgeschrieben. Er trat 2014 als „Parlamentsvorsitzender“ der „Union der Volksrepubliken Donezk und Lugansk“ auf.
Zarjow ist verheiratet und hat vier Kinder. Seit seiner Flucht lebt er auf der von Russland annektierten Halbinsel Krim. Dass trotz seiner erklärten antiwestlichen Haltung ein Sohn an der Universität der englischen Stadt Durham studiert und eine Tochter ein Internat in Schottland besucht, wurde Gegenstand der Berichterstattung der ukrainischen Medien.
Während der russischen Überfalls auf die Ukraine 2022 forderte Zarjow Oleksandr Wilkul, den Leiter der Militärverwaltung von Krywyj Rih auf, die symbolisch wichtige Stadt (Geburtsstadt des ukrainischen Präsidenten Wolodymyr Selenskyj) den russischen Truppen zu übergeben. Wilkul lehnte dies ab und bezeichnete stattdessen Zarjow als Verräter.
Wegen Aufrufen zum Staatsumsturz und weiterer Vergehen verurteilte ein Bezirksgericht in Kiew Zarjow 2022 in Abwesenheit zu zwölf Jahren Gefängnis.
Im Oktober 2023 wurde über ein Attentat auf Zarjow auf der Krim berichtet, bei dem er schwer verletzt wurde. Laut einem Medienbericht soll es sich um eine Spezialoperation des ukrainischen Geheimdiensts SBU gehandelt haben.